# Церковный парад лейб-гвардии Финляндского полка
«Церковный парад лейб-гвардии Финляндского полка» (официально — «Высочайший парад лейб-гвардии Финляндскому полку 12 декабря 1905 года в Царском Селе») — картина русского художника Бориса Кустодиева, написанная в 1906 году. Заказана лейб-гвардии Финляндским полком и посвящена представлению полку его шефа, цесаревича Алексея. В настоящее время картина находится в коллекции Государственного Эрмитажа в Санкт-Петербурге.

## История и контекст

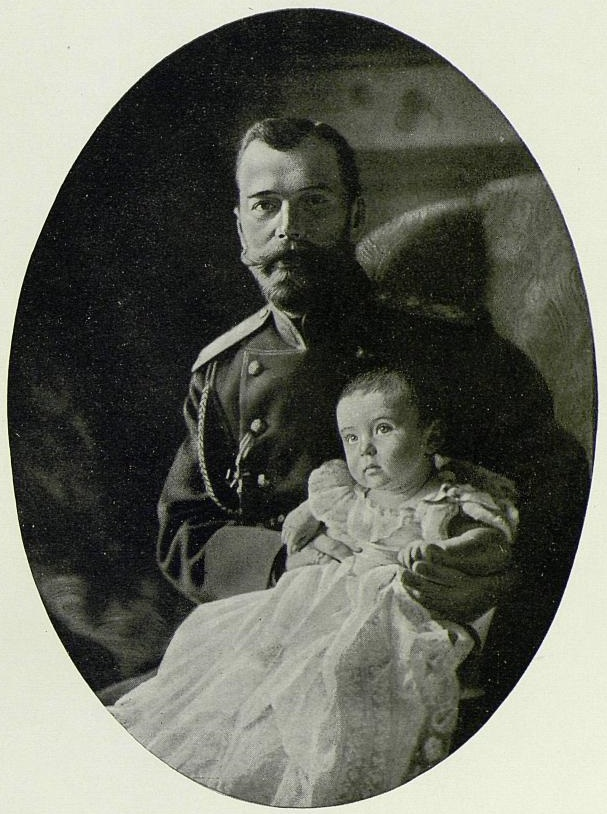
Николай II с сыном

Осенью 1906 года Кустодиев получил неожиданный заказ от командования лейб-гвардии Финляндского полка на тему предстоящего празднования 100-летия этой части императорской гвардии. Художнику было поручено написать большие портреты основателя полка Александра I и нынешнего императора Николая II, а также картину со сценой церковного парада и первого представления полку его шефа, цесаревича Алексея, состоявшихся 12 декабря 1905 года в Царском Селе. Шефом «финляндцев» цесаревич Алексей был назначен спустя год после своего рождения, 30 июля 1904 года, что было отмечено в полку целым рядом торжественных мероприятий. В их число, как записал в своём дневнике великий князь Константин Константинович, вошёл и «прошлогодний церковный парад в полку в Царскосельском манеже, когда Государь, обойдя строй, нёс на руках Шефа полка, маленького Цесаревича. В толпе идущих с Государём находился и я». Николай Воронович, бывший в то время воспитанником Пажеского корпуса, праздник учреждения которого отмечался «высочайшим смотром» и приходился на один день вместе с Финляндским полком, писал, что «после 1905 года парады эти были перенесены в Царское Село, в манеж лейб-гвардии Гусарского полка. Публика на них не допускалась, парады эти не отличались большой торжественностью и не оставили о себе особых воспоминаний».

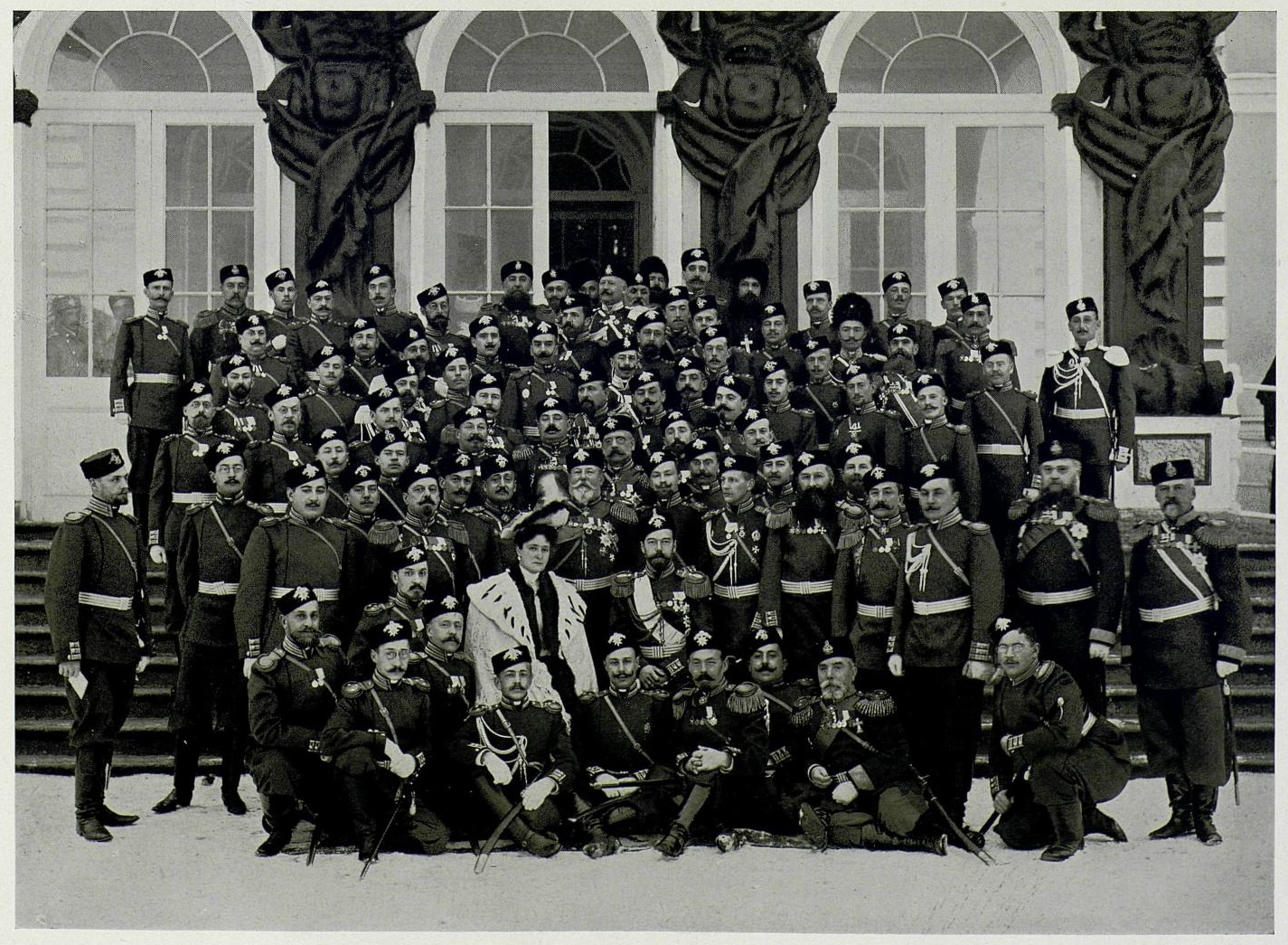
Николай II с супругой среди «финляндцев»

Как отмечается в многотомной и роскошно оформленной «Истории лейб-гвардии Финляндского полка. 1806–1906», в тот день Финляндский полк выстроился в манеже, имея на своём правом фланге Пажеский корпус, а на левом — Волынский полк вместе с ветеранами из Чесменской богадельни. Пока главнокомандующий войсками гвардии и Петербургского военного округа великий князь Николай Николаевич инспектировал полк, императрица Александра Фёдоровна с цесаревичем Алексеем проследовала в царскую ложу, а Николай II вышел на манеж вместе с великими князьями Михаилом Александровичем и Дмитрием Павловичем. После рапорта командира полка генерал-майора Самгина и обхода императором рядов частей, состоялся молебен с «возглашением Царского многолетия, вечной памяти православным воинам и многолетием Русскому воинству». Затем «Государь Император изволил взять на руки Августейшего Своего Сына, Шефа Финляндцев, которого и пронес перед фронтом участвующих в параде частей, предшествуемый протопресвитером, окроплявшим святою водою знамёна и войска. Торжественно было это шествие: на руках царя-отца наследник цесаревич впервые следовал вдоль рядов Своего Л.-Гв. Финляндского полка, все члены которого с сердечным умилением и восторгом взирали на Своего Августейшего Шефа, столь давно жданного перед рядами полка. В белой одежде, опушенной горностаем — обычным украшением царской мантии, как светлый луч, малютка наследник ласково и спокойно взирал на Свой полк, восторженно встреченный Своими Финляндцами». Отдав наследника императрице, Николай II принял церемониальный парад, после чего поблагодарил Пажеский корпус и проследовал к Финляндскому полку, где «осчастливил» собравшихся словами о том, что «верою и правдою почти сто лет служит лейб-гвардии Финляндский полк своим Царям и Родине. […] Сегодня вы видели своего Шефа. Уверен, что будущие финляндцы будут так же верно служить Ему, как вы служили и служите теперь Мне». Затем император проследовал в ложу, где во второй раз взял на руки цесаревича и подняв его над балюстрадой, сказал: «Вот ваш Шеф!», что вызвало «неописуемый восторг Финляндцев», выражавшийся в криках «ура» и продолжавшийся до отбытия царской семьи из манежа.
|           |       |          |              |          |         |
| Горемыкин | Витте | Игнатьев | Победоносцев | Коковцов | Дубасов |

Кустодиеву было предложено сообщить о своём решении насчёт заказа, принятие которого могло помочь ему как художнику, которому в этом году не удалось ничего продать кроме двух небольших женских портретов, приблизиться к царскому двору и познакомиться с именитыми заказчиками по примеру Валентина Серова или Ильи Репина. Примечательно, что во время недавней революции 1905 года Кустодиев принял участие в работе сатирических журналов «Жупел» и «Адская почта», вскоре закрытых цензурой по причине антиправительственного настроя. В них были опубликованы издевательские и гротескные портреты царских министров Витте, Горемыкина, Игнатьева, Победоносцева, Коковцова и Дубасова, изображённых в раззолочённых орденами и аксельбантами мундирах, которые составили сатирический цикл «Олимп». Героев для своих карикатур он находил в Мариинском дворце во время работы над картиной «Торжественное заседание Государственного совета…» совместно с Репиным. В том же 1905 году она экспонировалась на организованной Сергеем Дягилевым «Выставке исторических портретов» в Таврическом дворце, где имя молодого художника, возможно, стало известным самому Николаю II. Между тем, отношение Кустодиева к сановникам с критических позиций, без пиетета и с изрядной долей иронии, едва ли не было замечено царским окружением, хотя карикатур на императора он не рисовал. К тому времени Кустодиев был многообещающим художником, известность и признание к которому пришли раньше остальных, однако он постоянно нуждался в деньгах ввиду всё возрастающих семейных расходов и рождения третьего ребёнка, и после долгих раздумий без сомнений согласился на предложение «финляндцев».

## Создание

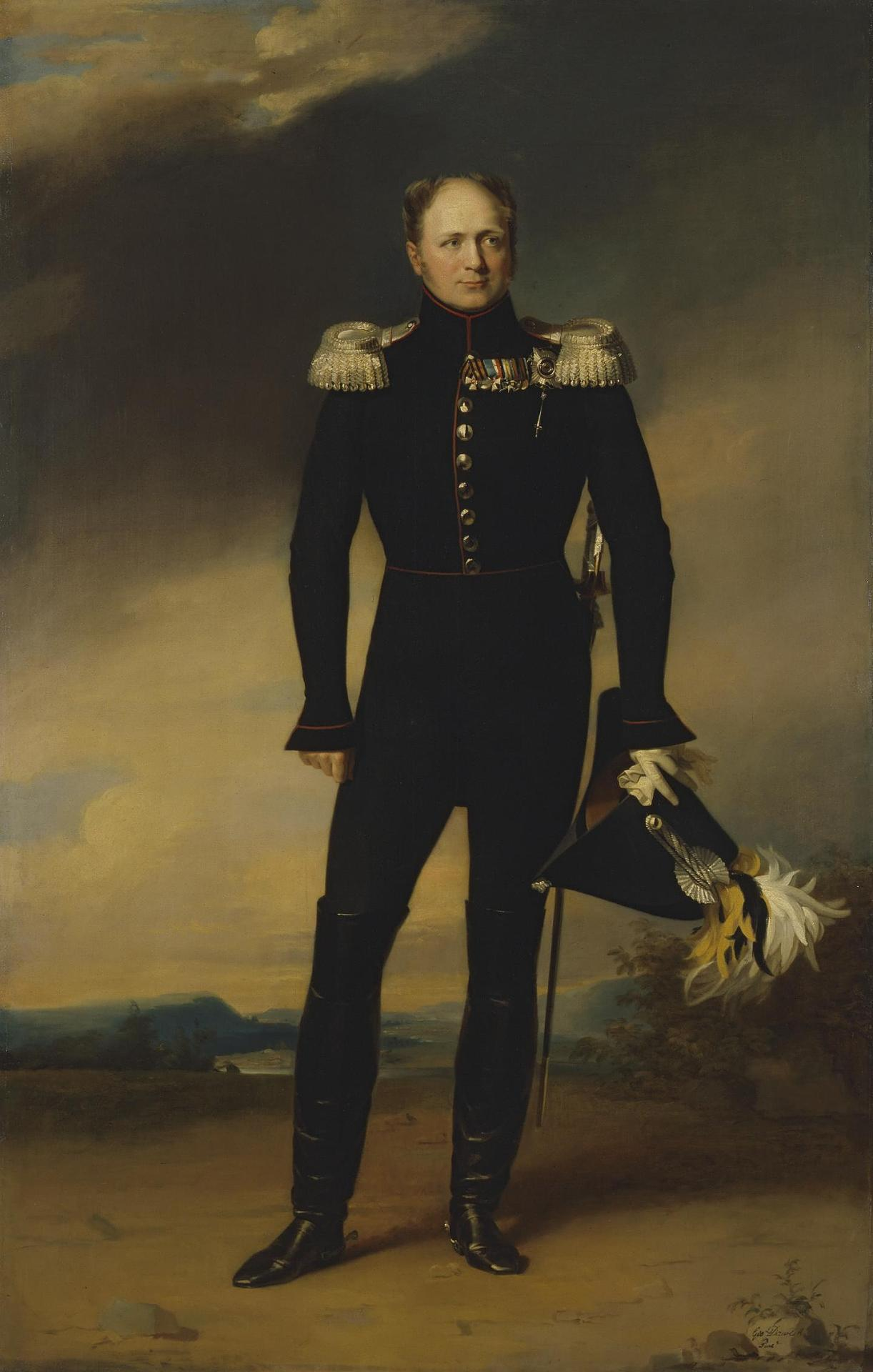
Портрет Доу

Портрет Александра I в полный рост Кустодиев исполнил легко, воспользовавшись известным портретом работы Джорджа Доу для галереи героев войны 1812 года и лишь слегка изменив детали. При написании такого же по размерам портрета Николая II он следовал романтической манере Доу, пользуясь также фотографиями императора и живыми впечатлениями от наблюдения за ним во время ноябрьских и декабрьских парадов гвардейских Московского, Семёновского и стрелков Императорской Фамилии в Царском селе в преддверии празднования 100-летия Финляндского и Волынского полков, назначенного на 12 декабря 1906 года. Участие в военных парадах было любимым занятием Николая II, сравнимым лишь с охотой. В 1906 году, если судить по дневнику императора, состоялось около 40 подобных парадов, проведение которых, возможно, было вызвано намерением укрепить связи с армией во время революционных волнений. Примечательно, что Финляндский полк отличился в войне 1812 года и в других кампаниях, в том числе в разгроме польских восстаний в 1831 и 1863 годах, как и Волынский полк, созданный в 1817 году из 1-го батальона «финляндцев». Между тем, гвардейцы не приняли участия в русско-японской войне 1904—1905 годов, чем избежали национального позора, но уже в 1906 году были посланы в столицу, где подавили матросский мятеж в Кронштадте и прославились как «душители народа».

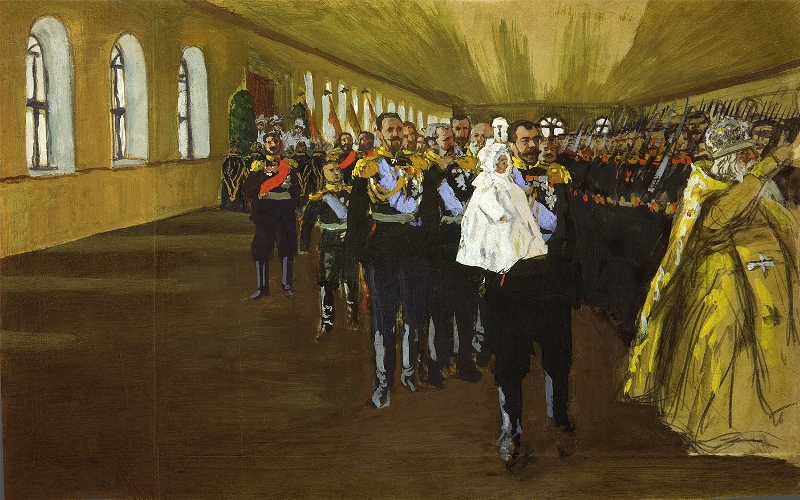
«Император Николай II с цесаревичем. 1905», эскиз

В отличие от императорских портретов, над «церковным парадом» Кустодиеву пришлось потрудиться. В ходе нескольких поездок в Царское Село художник написал несколько подготовительных этюдов, запечатлевших цесаревича Алексея, великого князя Константина Константиновича, протоиерея Желобовского, генерал-майора Епанчина, князя Васильчикова. Рассказав о получении заказа и работе над картиной в послании своей матери Екатерине Прохоровне, Кустодиев вскоре получил ответное письмо, в котором она рассказала, что «читая о том, как ты был во дворце, говорил с государыней и видел наследника, я умилилась до слез и позавидовала тебе. Ведь я прожила в Петербурге 2 года и 9 месяцев и за это время никого не видала из царской фамилии. А я ведь, ты знаешь, очень к ней неравнодушна и особенно к маленькому наследнику… Неужели ты не снимешь с картины фотографию и не пришлешь мне? Это я прямо-таки сочту за обиду». Некоторые предварительные этюды можно считать достижением Кустодиева. Так, от этюда князя Васильчикова, экспонировавшегося впоследствии на выставке «Мира искусства», просто в восторг пришёл анонимный художественный критик «Биржевых ведомостей», описавший его как «маленький живописный шедевр, с одинаковым успехом могли бы поставить под ним свое имя — шутка ли — покойный Серов или Репин». Заказанные Кустодиеву портреты и картина были закончены в срок и выставлены в зале Петербургского офицерского собрания в день банкета в ходе празднования 100-летнего юбилея Финляндского полка. Как отмечается в «Истории лейб-гвардии Финляндского полка. 1806–1906», «отлично исполненные во весь рост художником Кустодиевым портреты Императоров Александра I и Николая II украшали обе стороны зала», общий вид которого, «нарядный и блестящий, как нельзя более гармонировал с настроением празднующих свой столетний праздник Финляндцев». Заручившись связями с царским двором и получив за выполнение заказа хорошие деньги, Кустодиев завершил революционный 1906 год в качестве почти что придворного живописца.

## Композиция

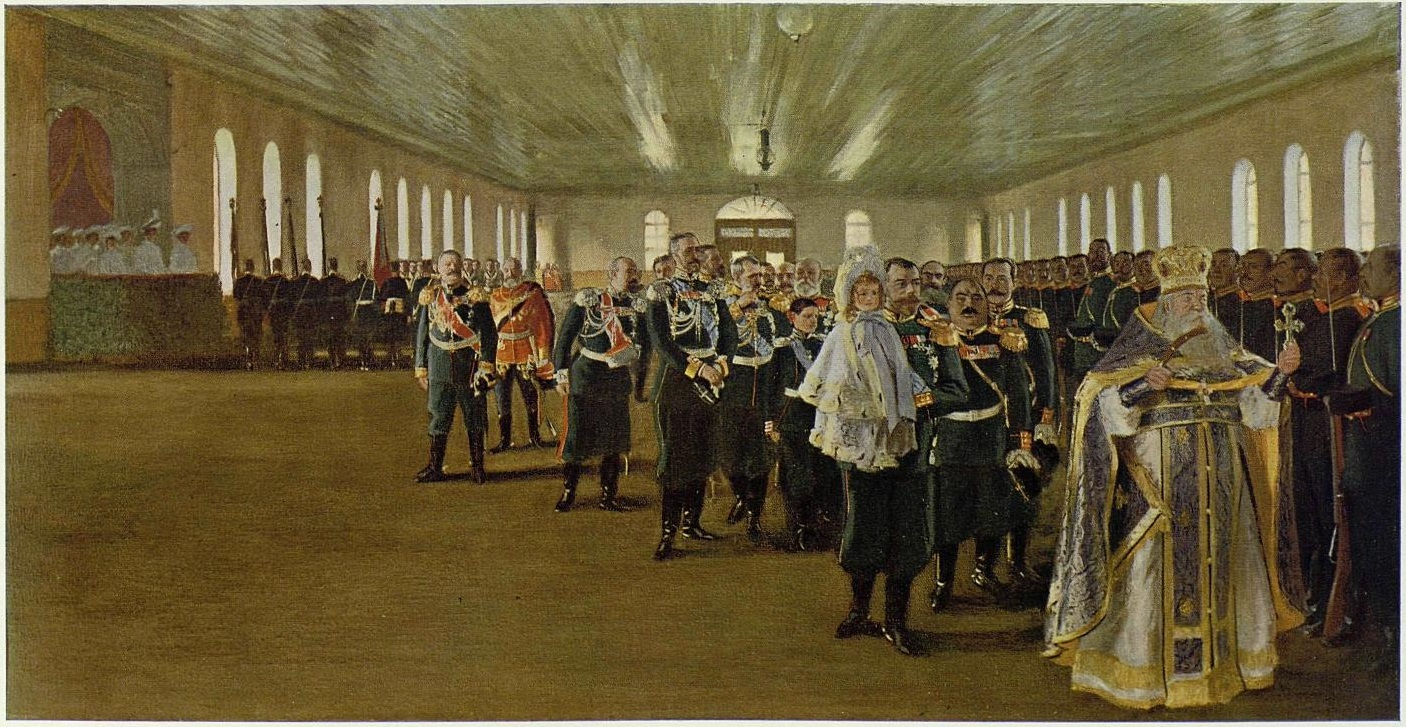
Репродукция картины Кустодиева

Картина размерами 80,5 × 169 см написана маслом на холсте, слева внизу подпись: «Б. Кустодиевъ 1906». На полотне изображён момент церковного парада в царскосельском манеже, когда Николай II, держа на руках своего сына, двухлетнего цесаревича, идёт со следующей за ним свитой мимо строя вытянувшихся «финляндцев», которых окропляет святой водой возглавляющий шествие священник. Композиция будто находится в непрерывном движении, движется всё — от толпы, занявшей всю правую сторону полотна, до отдельных фигур до потолка манежа, написанного в виде растекающихся в сторону зрителя лучей. Огромное пространство картины усилено узким форматом полотна; портретные характеристики складываются из подчёркнутой и вместе с тем жёсткой силуэтности фигур, а также благодаря множеству деталей. При этом внешность героев полотна запечатлена без прикрас и не отличается парадностью. Среди эмоций «финляндцев» можно различить лишь напряжение, но никаких чувств «умиления и восторга», о которых писал официальный историк полка. По мнению историка Финляндского полка Владимира Ушакова, сам император имеет глупый вид, а среди свиты имеются совершенно гнусные лица, в связи с чем картина кажется одиозной и выражающей ненависть к царю и его окружению, широко распространившуюся в ходе революции и проникшую даже в ряды гвардии. Как отмечает биограф Кустодиева  Аркадий Кудря, заказ Финляндского полка, в том числе и «Церковный парад», в целом можно охарактеризовать как регресс для творчества художника. В связи с этим искусствовед Марк Эткинд писал, что эта отличающаяся вялостью и скукой картина создана человеком, вдруг потерявшим всякий художественный вкус. По мнению же Кудри, «финляндцы» и не нуждались в живописных изысках — им было важно, чтобы было написано «прилично и достойно» данной, высокой темы.

## Судьба
Согласно пожеланию заказчиков картина пышно именовалась как «Высочайший парад лейб-гвардии Финляндскому полку 12 декабря 1905 года в Царском Селе», но более известным названием является «Церковный парад лейб-гвардии Финляндского полка». После празднования юбилея картина была выставлена в музее Финляндского полка. Репродукция её была помещена в четвёртом томе «Истории лейб-гвардии Финляндского полка. 1806–1906». В 1946 году картина была передана из Музея этнографии народов СССР в Государственный Эрмитаж. Эскиз к картине под названием «Император Николай II с цесаревичем. 1905» хранится в запасниках Третьяковской галереи. Портрет Александра I находится в Русском музее. Местонахождение портрета Николая II неизвестно.